# Vévodská hrobka
Vévodská hrobka (německy Herzogsgruft) je pohřební komora pod kněžištěm katedrály sv. Štěpána ve Vídni v Rakousku. Obsahuje 78 schránek s těly, srdci nebo vnitřnostmi 72 členů habsburské a habsbursko-lotrinské dynastie.

## Historie

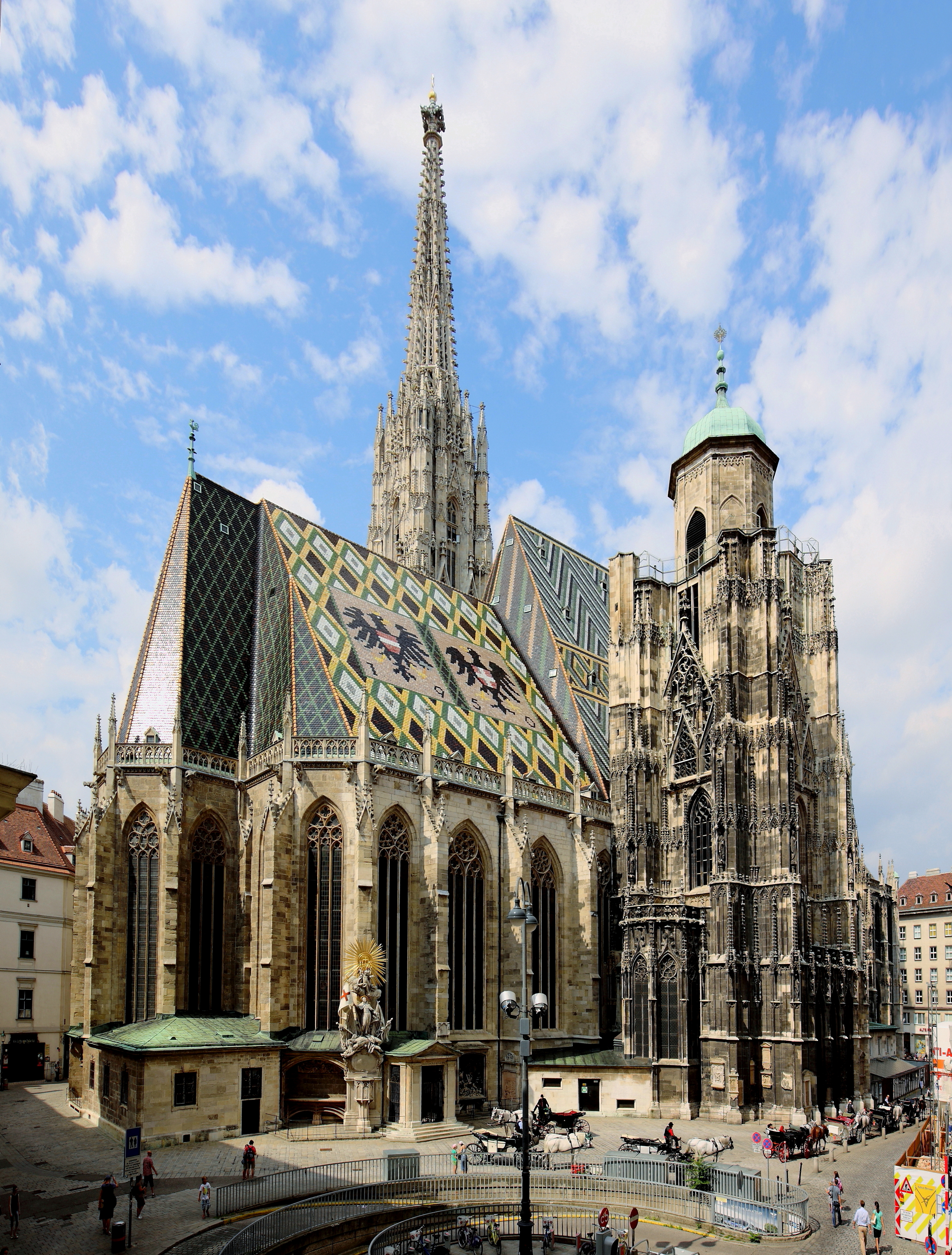
Katedrála sv. Štěpána ve Vídni, kde se Vévodská hrobka nachází

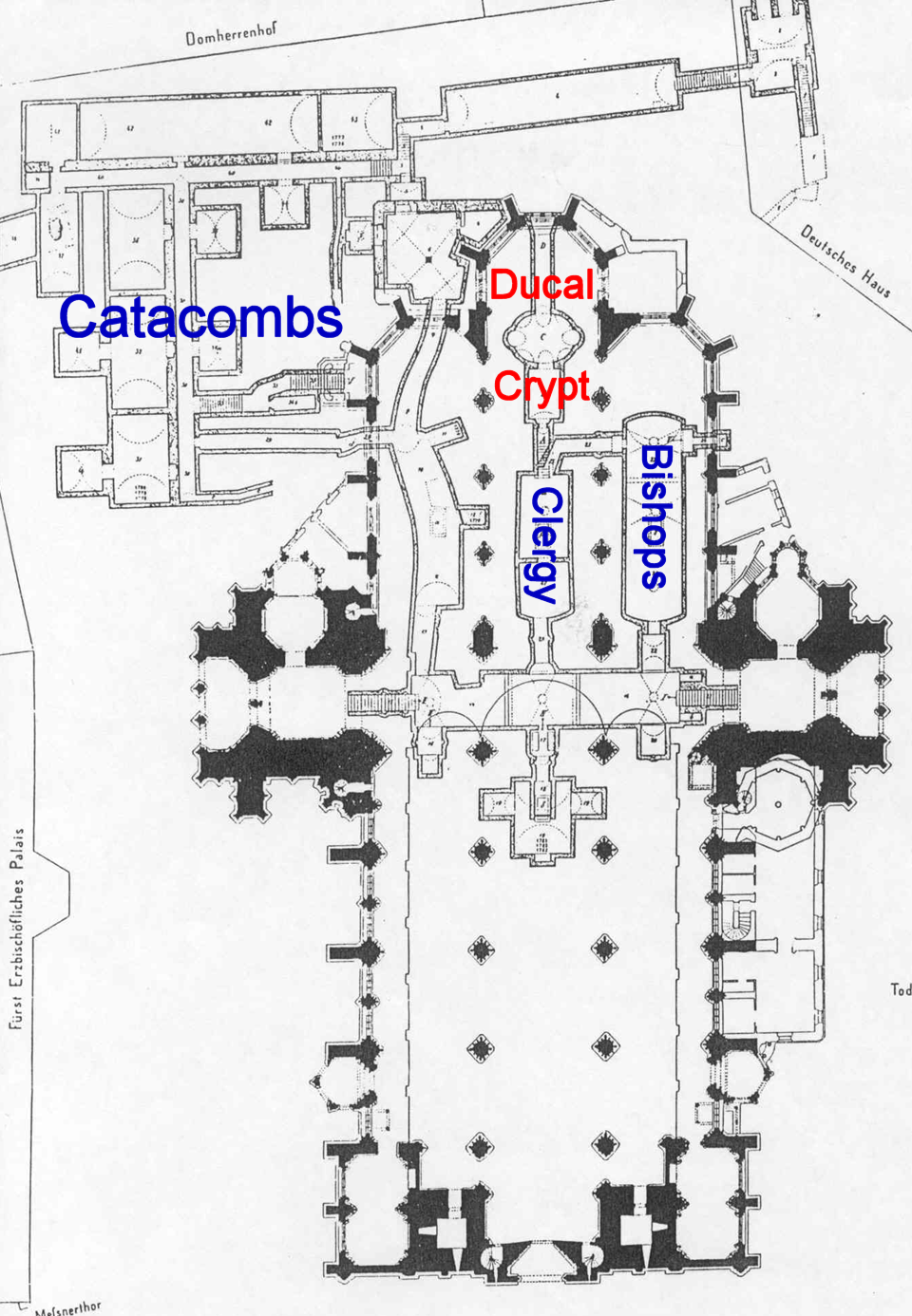
Vévodská hrobka (červeným písmem Ducal Crypt) je jedním z několika pohřebišť pod svatoštěpánským dómem. Kosti více než 11 tisíc osob ze zrušených hřbitovů okolo katedrály jsou uloženy v katakombách.

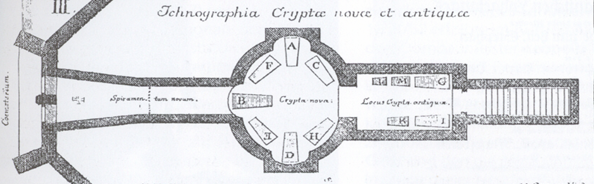
Sousedící stará a nová komora hrobky s tunelem pro denní světlo na východním konci (vlevo) a schodištěm sestupujícím do staré komory ze západu.

Před svou smrtí (ve věku 25 let) v roce 1365 nařídil vévoda Rudolf IV. zbudovat pro své ostatky kryptu v jím založené katedrále. V ní jsou ostatky uloženy už 650 let. Pro sebe také zřídil kenotaf umístěný nad kryptou před hlavním oltářem. Tento symbolický hrob byl později přestěhován do severního kněžiště, na jehož stěně byl umístěn i epitaf psaný tajnými symboly.
Po Rudolfu IV. zde byla pohřbívána rodina vládnoucí linie rakouských vévodů, avšak poté, co se Habsburkové stali císaři, byli pochováváni v různých městech (Vídeň dosud nebyla stálým sídlem císaře). V roce 1633 byla dokončena Císařská hrobka v kapucínském kostele ve Vídni a stala se novým pohřebištěm dynastie.
Balzamovači věděli již od dob starých Egypťanů, že je třeba odstranit vnitřní orgány, pokud se má zbytek těla zachovat. Schránky s těmito orgány byly obvykle vloženy do rakve, ale když v roce 1654 zemřel římský král Ferdinand IV., byla na jeho přání urna s jeho srdcem uložena v augustiniánském kostele, jeho tělo v Císařské hrobce v kapucínském kostele a schránka s jeho vnitřnostmi v kryptě svatoštěpánské katedrály. Jeho instrukce vedly k založení Hrobky srdcí (Herzgruft) v augustiniánském kostele. Jeho mladší bratr, císař Leopold I., se rozhodl pokračovat v tradici, kdy byly ostatky rozděleny, a také rozšířil Císařskou kryptu, aby měla dostatečnou kapacitu pro budoucí pohřby. Následně byly urny s vnitřnostmi pravidelně ukládány ve Vévodské kryptě svatoštěpánského dómu. Následkem této tradice byl každý jeden z celkového počtu 39 osob pohřben na třech různých místech.
Do roku 1754 byla malá obdélníková Vévodská hrobka přeplněna 12 sarkofágy a 39 urnami, proto byla na východním konci rozšířena o oválnou komoru (přímo pod současným umístěním arcibiskupského stolce). Pro některá těla byly vyrobeny nové sarkofágy.
V roce 1956 byla krypta zrekonstruována a umístění rakví a uren bylo změněno. Sarkofágy vévody Rudolfa IV. a jeho manželky Kateřiny byly umístěny ve středu na podstavci a 62 uren s vnitřními orgány byly přesunuty z dvou řad polic kolem nové komory do skříní v původní hrobce.
Pohřbení v kryptě nemuselo být vždy natrvalo. Císař Fridrich III. zde ležel pouhých 20 let, dokud nebyl hotov jeho skvostný hrob nahoře v jižním kněžišti. Tělo jeho bratra arcivévody Albrechta VI. (1418–1463) bylo odstraněno po 300 letech.
Velký přísun ostatků, zcela jiný než pravidelné ukládání uren s vnitřnostmi, nastal jako důsledek rušení klášterů za vlády císaře Josefa II. v roce 1782. Když byly uzavřeny církevní instituce, ve kterých byli někteří členové dynastie pochováni, bylo nutné těla přesunout. Císařská hrobka byla v porovnání s dneškem poloviční a bylo v ní už uloženo 57 těl. Proto císař nařídil, aby těla dvou osob (č. 1 a 14), které zemřely před vybudováním Císařské hrobky, byla uložena ve Vévodské hrobce. Tělo další osoby, císařovny Eleonory (č. 16), která by za normálních okolností měla nárok být pochována v Císařské hrobce, bylo také posláno do Vévodské hrobky, protože ani její manžel (č. 19) nebyl u kapucínů pohřben.
Pravděpodobně v tomto období bylo odstraněno tělo vévody Albrechta VI., aby vzniklo místo pro ostatní, a dorazilo tělo (č. 15), na jehož sarkofágu je napsán pouze rok a jména rodičů. Na základě jiných důkazů bylo tělo ztotožněno s jednoroční Annou Lotrinskou, jejíž bratr Karel V., vévoda lotrinský, se oženil s arcivévodkyní Eleonorou Marií Josefou (1653–1697) (ovdovělou polskou královnou a dcerou císaře Ferdinanda III., č. 21) v roce 1678. Snad toto manželství může mít nějakou souvislost, proč zde tato ne-Habsburkovna byla pohřbena, ale přesný důvod není jasný.
Jako poslední zde byla v roce 1878 uložena urna s vnitřnostmi arcivévody Františka Karla (č. 78), otce císaře Františka Josefa.

## Statistiky

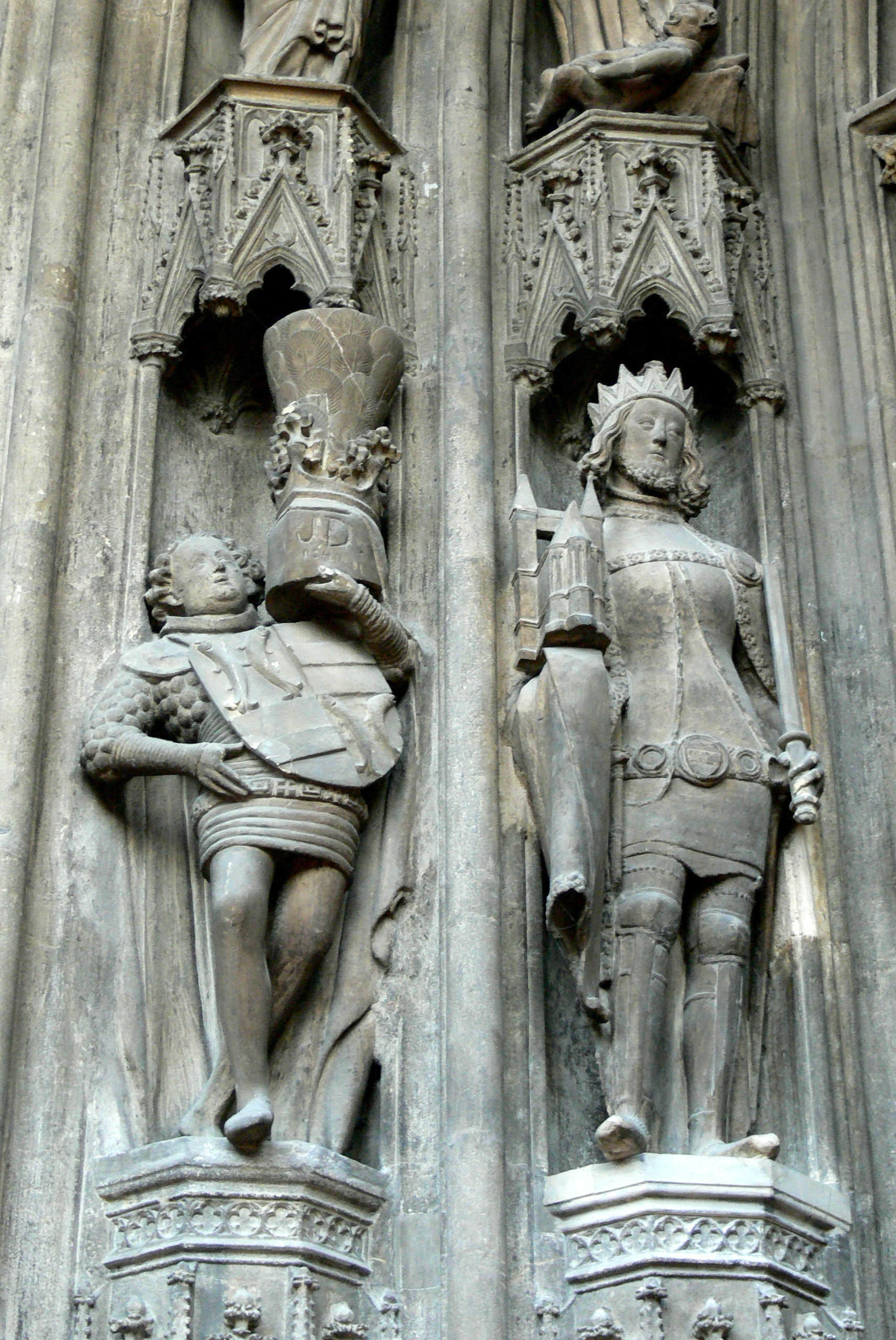
Rudolf IV. Habsburský držící model katedrály sv. Štěpána, zakladatel Vévodské hrobky, vlevo jeho štítonoš.

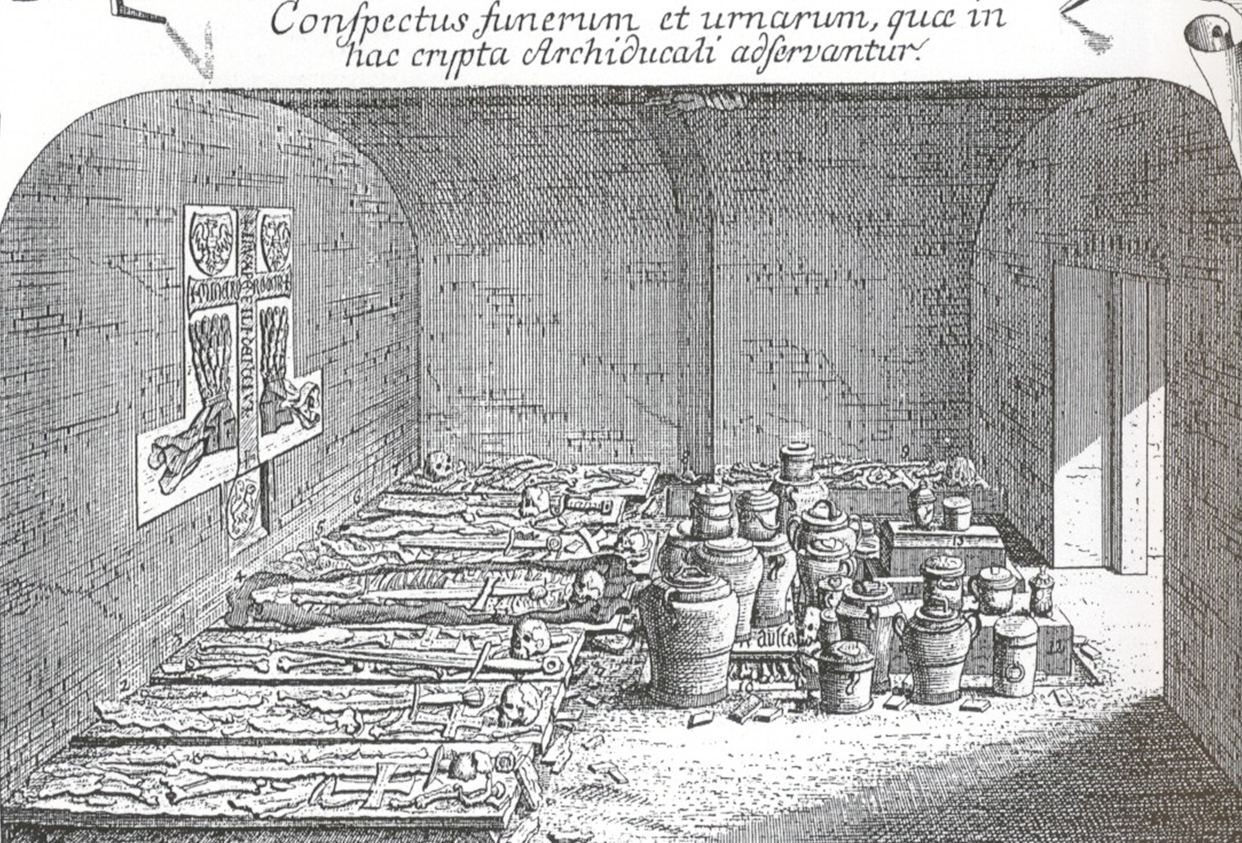
Rytina z roku 1739 zobrazuje původní hrobku a zmatek v uspořádání uren a sarkofágů. Nová komora byla připojena o několik let později, přičemž byla propojena zdí vlevo. Motiv kříže vyrytého do zdi byl přenesen do nové komory.

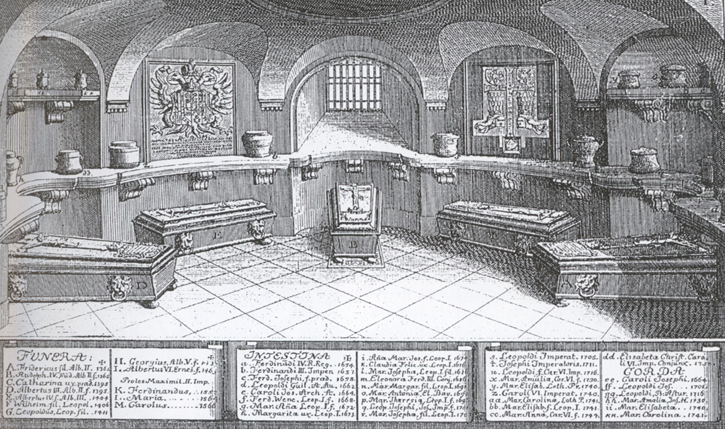
Rytina z roku 1758 zobrazuje novou komoru, jak v podstatě vypadá i dnes. Okno za sarkofágem Rudolfa IV. má dlouhý parapet naklánějící se k povrchu, aby přes něj mohlo jít světlo. Urny s vnitřními orgány byly přesunuty do sousední původní komory.

- celkem 78 uren a sarkofágů, z toho:
- 16 rakví (č. 1–16)
- 6 uren se srdci (č. 26, 35, 39, 44, 47, 50)
- 56 uren s vnitřními orgány (č. 17–25, 27–34, 36–38, 40–43, 45, 46, 48, 49, 51–78)
- celkem těla nebo části těl 72 osob, z nich:
- 10 císařů (8 římských, 1 rakouský, 1 Francouzů) – vnitřní orgány:
  - římští:
    - 1612–1619 Matyáš Habsburský (č. 18)
    - 1619–1637 Ferdinand II. (č. 19)
    - 1637–1657 Ferdinand III. (č. 21)
    - 1657–1705 Leopold I. (č. 41)
    - 1705–1711 Josef I. (č. 42)
    - 1711–1740 Karel VI. (č. 48)
    - 1745–1765 František I. Štěpán Lotrinský (č. 56)
    - 1790–1792 Leopold II. (č. 59)

  - rakouský
    - 1835–1848 Ferdinand I. (č. 77)

  - Francouzů
    - 1815 Napoleon II. (č. 76)
- 10 manželek císařů (8 římských, 1 římská i rakouská, 1 rakouská císařovna; 1 tělo a 9 vnitřností):
  - římské císařovny:
  - těla:
    - 1622–1637 Eleonora Gonzagová (č. 16)

  - vnitřní orgány:
    - 1612–1618 Anna Tyrolská (č. 17)
    - 1666–1673 Markéta Terezie Španělská (č. 29)
    - 1673–1676 Klaudie Felicitas Tyrolská (č. 31)
    - 1651–1657 Eleonora Gonzagová (č. 33)
    - 1711–1740 Alžběta Kristýna Brunšvicko-Wolfenbüttelská (č. 53)
    - 1745–1765 Marie Terezie (č. 57)
    - 1790–1792 Marie Ludovika Španělská (č. 60)

  - římská (1792–1806) a rakouská (1804–1807) císařovna:
    - 1792–1807 Marie Tereza Neapolsko-Sicilská (č. 70)

  - rakouská císařovna:
    - 1808–1816 Marie Ludovika Modenská (č. 74)
- 3 římští králové, nikoliv císařové:
  - 1314–1330 Fridrich I. Habsburský (č. 1)
  - 1653–1654 Ferdinand IV. (č. 20)
  - 1811–1814 Napoleon II. (č. 76)
- 1 francouzská královna: Alžběta Habsburská (č. 14)
- 1 královna Obojí Sicílie: Marie Karolína (č. 73)
- nejstarší pochovaný: zemřel 1330 Fridrich III. Sličný (č. 1)
- poslední: 1878 František Karel (č. 78)
- dočasné pohřby:
  - č. x415 Fridrich III. (21.9.1415 Innsbruck – 19.8.1493 Linec), římský král (1440–1493), od roku 1452 císař – po dvacetiletém čekání byl pohřben v sarkofágu v jižním kněžišti katedrály sv. Štěpána. Za jeho vlády v roce 1469 vznikla Vídeňská diecéze.
  - č. x418 Albrecht VI. (18.12.1418 Vídeň – 2.12.1463 Vídeň), bratr Fridricha III. (č. x415).

## Seznam osob pohřbených ve Vévodské hrobce
Tučně jsou vyznačeni panovníci a panovnice a jejich manželky a manželé. Žlutě jsou zvýrazněna těla, zeleně vnitřnosti a červeně srdce.

### Těla
Ve Vévodské hrobce jsou pochována těla následujících osob:
| Po-řa-dí | Jméno                                      | Datum a místo narození | Datum a místo úmrtí                   | Otec                                        | Matka                                        | Datum a místo svatby, choť                                                             | Srdce                              | Poznámky |
| -------- | ------------------------------------------ | ---------------------- | ------------------------------------- | ------------------------------------------- | -------------------------------------------- | -------------------------------------------------------------------------------------- | ---------------------------------- | --- |
| 1.       | Fridrich I. (III.) Sličný z rodu Habsburků | 1289                   | 13. 1. 1330 Gutenstein                | Albrecht I. Habsburský (1255–1308)          | Alžběta Goricko-Tyrolská (asi 1262–1313)     | 1313 Barcelona v zastoupení / 31. 1. 1314 Judenburg: Isabela Aragonská (asi 1300–1330) |                                    | Římský (proti)král (1314–1330), rakouský a štýrský vévoda (1308–1330, do roku 1326 spolu s bratrem Leopoldem I.), děd vévody Rudolfa IV. (č. 3). Jeho ostatky sem byly převezeny v roce 1782, když byl Josefem II. zrušen kartuziánský klášter v Mauerbachu, který založil a kde byl původně pohřben. Manželka byla pohřbena v minoritském kostele ve Vídni.               |
| 2.       | Fridrich III. (I.) Štědrý z rodu Habsburků | 31. 3. 1347 Vídeň      | 10. 12. 1362 Vídeň                    | Albrecht II. Moudrý (1298–1358)             | Johana z Pfirtu (1300–1351)                  |                                                                                        |                                    | Rakouský a korutanský vévoda (1358–1362) spolu s bratrem Rudolfa IV. (č. 3). |
| 3.       | Rudolf IV. Zakladatel z rodu Habsburků     | 1. 11. 1339            | 27. 7. 1365 Milán                     | Albrecht II. Moudrý (1298–1358)             | Johana z Pfirtu (1300–1351)                  | 1353 Praha: Kateřina Lucemburská (č. 4)                                                |                                    | Rakouský a korutanský vévoda (1358–1365, do roku 1362 s bratrem Fridrichem III. (č. 2)). Zadal stavbu současné katerály sv. Štěpána ve Vídni a založil Vídeňskou univerzitu (1365). Původně byl pochován v kostele S. Giovanni in Concha v Miláně a později přesunut sem. Univerzita každoročně pokládá věnec na jeho hrob 12. března jako vzpomínku na svého zakladatele. |
| 4.       | Kateřina Lucemburská (Česká)               | 19. 8. 1342 Praha      | 26. 4. 1395 Perchtoldsdorf nebo Vídeň | Karel IV. (1316–1378                        | Blanka z Valois (1316–1348)                  | 1353: Praha Rudolf IV. Habsburský (č. 3)                                               |                                    | Druhý manžel byl bavorským vévodou (společně s pěti bratry 1347–1350) a braniborským markrabětem (1365–1373). |
| 4.       | Kateřina Lucemburská (Česká)               | 19. 8. 1342 Praha      | 26. 4. 1395 Perchtoldsdorf nebo Vídeň | Karel IV. (1316–1378                        | Blanka z Valois (1316–1348)                  | 19. 3. 1366 Praha Ota V. Bavorský (1346–1379)                                          |                                    | Druhý manžel byl bavorským vévodou (společně s pěti bratry 1347–1350) a braniborským markrabětem (1365–1373). |
| 5.       | Albrecht III. "s copem" z rodu Habsburků   | 1349 Vídeň             | 29. 8. 1395 Laxenburg                 | Albrecht II. Moudrý (1298–1358)             | Johana z Pfirtu (1300–1351)                  | 1366: Alžběta Lucemburská (1358–1373)                                                  |                                    | Rakouský a štýrský vévoda (1365–1395, do roku 1386 společně s Leopoldem III.), korutanský vévoda (1365–1395, v letech 1379–1386 společně s Leopoldem III. a od roku 1386 společně s Vilémem), mladší bratr Rudolfa IV. (č. 3). První manželka byla pohřbena v klášteře Gaming.                                                                                             |
| 5.       | Albrecht III. "s copem" z rodu Habsburků   | 1349 Vídeň             | 29. 8. 1395 Laxenburg                 | Albrecht II. Moudrý (1298–1358)             | Johana z Pfirtu (1300–1351)                  | 1375: Beatrix Norimberská (č. 10)                                                      |                                    | Rakouský a štýrský vévoda (1365–1395, do roku 1386 společně s Leopoldem III.), korutanský vévoda (1365–1395, v letech 1379–1386 společně s Leopoldem III. a od roku 1386 společně s Vilémem), mladší bratr Rudolfa IV. (č. 3). První manželka byla pohřbena v klášteře Gaming.                                                                                             |
| 6.       | Albrecht IV. Habsburský                    | 19. 9. 1377 Vídeň      | 14. 9. 1404 Klosterneuburg            | Albrecht III. Habsburský (č. 5)             | Beatrix Norimberská (č. 10)                  | 24. 4. 1390 Vídeň: Johana Žofie Bavorská (1373–1410)                                   |                                    | Rakouský vévoda (1395–1404), manželka byla pohřbena ve katedrále sv. Štěpána ve Vídni. |
| 7.       | Vilém Habsburský                           | 1370 Vídeň             | 15. 7. 1406 Vídeň                     | Leopold III. Habsburský (1351–1386)         | Viridis Visconti (asi 1350–1414)             | Johana II. Neapolská (1371–1435)                                                       |                                    | Korutanský vévoda (1385–1406, do roku 1395 společně s Albrechtem III. (č. 5), synovec Rudolfa IV. (č. 3). Manželka byla pohřbena v bazilice sv. Kláry v Neapoli. |
| 8.       | Leopold IV. Tlustý z rodu Habsburků        | 1371                   | 3. 6. 1411 Vídeň                      | Leopold III. Habsburský (1351–1386)         | Viridis Visconti (asi 1350–1414)             | 15. 8. 1393: Kateřina Burgundská (1378–1425)                                           |                                    | Synovec Rudolfa IV. (č. 3). Manželka byly pohřbena v klášteře (kartouze) v Champmolu. |
| 9.       | Jiří Habsburský                            | 1435                   | 1435                                  | Albrecht V./II. Habsburský (1397–1439)      | Alžběta Lucemburská (1409–1442)              |                                                                                        |                                    | Nedospělý syn římského, uherského a českého krále a rakouského vévody. |
| 10.      | Beatrix Norimberská z rodu Hohenzollernů   | asi 1360 Norimberk     | 10. 6. 1414 Perchtoldsdorf            | Fridrich V. Norimberský (1333–1398)         | Alžběta Míšeňská (1329–1375)                 | 1375: Albrecht III. Habsburský (č. 5)                                                  |                                    | |
| 11.      | Karel Habsburský                           | 26. 9. 1565            | 23. 5. 1566                           | Maxmilián II. Habsburský (1527–1576)        | Marie Španělská z rodu Habsburků (1528–1603) |                                                                                        |                                    | Arcivévoda, devítiměsíční syn císaře. |
| 12.      | Ferdinand Habsburský                       | 28. 3. 1551            | 16. 6. 1552                           | Maxmilián II. Habsburský (1527–1576)        | Marie Španělská z rodu Habsburků (1528–1603) |                                                                                        |                                    | Arcivévoda, patnáctiměsíční syn císaře. |
| 13.      | Marie Habsburská                           | 1564                   | 1564                                  | Maxmilián II. Habsburský (1527–1576)        | Marie Španělská z rodu Habsburků (1528–1603) |                                                                                        |                                    | Arcivévodkyně, měsíční dcera císaře. |
| 14.      | Alžběta Habsburská                         | 5. 7. 1554 Vídeň       | 22. 1. 1592 Vídeň                     | Maxmilián II. Habsburský (1527–1576)        | Marie Španělská z rodu Habsburků (1528–1603) | 1570: Karel IX. Francouzský (1550–1574)                                                |                                    | Francouzská královna (1570–1574). V roce 1782 sem bylo převezeno její tělo z Královnina kláštera (Königinkloster, konkrétně z kostela Andělské Matky Boží) ve Vídni, který založila pro klarisky. Manžel zemřel mlád ve věku 24 let a byl pohřben v bazilice Saint-Denis.                                                                                                  |
| 15.      | Anna Lotrinská                             | 12. 5. 1645            | 28. 2. 1648                           | Mikuláš II. František Lotrinský (1609–1670) | Klaudie Lotrinská (1612–1648)                |                                                                                        |                                    | Vévodkyně, nedospělá dcera lotrinského vévody (1634), předtím biskupa v Toul, opata v Commendam a kardinála (1626). |
| 16.      | Eleonora Gonzagová z Mantovy               | 23. 9. 1598 Mantova    | 27. 6. 1655 Vídeň                     | Vincent I. Gonzaga (1562–1612)              | Eleonora Medicejská (1567–1611)              | 22. 2. 1622 Innsbruck: Ferdinand II. Štýrský (č. 19), jeho druhá manželka              | urna v mauzoleu ve Štýrském Hradci | Císařovna (1622–1637). Její ostatky sem byly převezeny v roce 1782 z kláštera karmelitek u sv. Josefa (Siebenbüchnerinnen) ve Vídni, který sama založila. |

### Vnitřnosti
Zamřížované výklenky v původní komoře (před vchodem do komory s rakvemi) schraňují 62 měděných uren obsahujících vnitřní orgány jednotlivých členů habsburské dynastie.
| Po-řa-dí | Jméno                                                                     | Datum a místo narození         | Datum a místo úmrtí                 | Otec                                                          | Matka                                                  | Datum a místo svatby, choť | Tělo | Srdce | Poznámky |
| -------- | ------------------------------------------------------------------------- | ------------------------------ | ----------------------------------- | ------------------------------------------------------------- | ------------------------------------------------------ | --- | --- | --- | --- |
| 17.      | Anna Tyrolská z rodu Habsburků                                            | 4. 10. 1585 Innsbruck          | 15. 12. 1618 Vídeň                  | Ferdinand II. Tyrolský (1529–1595)                            | Anna Kateřina Gonzagová (1566–1621)                    | 4. 12. 1611 Vídeň: Matyáš Habsburský (č. 18) | hrob č. 1 v Císařské hrobce (1633) | urna č. 1 v Hrobce srdcí v augustiniánském kostele                                                             | Císařovna (1612–1618), v roce 1617 založila kostel kapucínů a Císařskou hrobku. Zemřela ve věku 33 let po sedmiletém bezdětném manželství. Její manžel a zároveň bratranec byl o 28 let starší než ona. |
| 18.      | Matyáš Habsburský                                                         | 24. 2. 1557 Vídeň              | 20. 3. 1619 Vídeň                   | Maxmilián II. (1527–1576), tohoto třetí syn                   | Marie Španělská z rodu Habsburků (1528–1603)           | 4. 12. 1611 Vídeň: Anna Tyrolská (č. 17), jeho sestřenice | hrob č. 2 v Císařské hrobce (1633) | urna č. 2 v Hrobce srdcí v augustiniánském kostele                                                             | Císař (1612–1619), spoluzakladatel kostela kapucínů a Císařské hrobky. Na Pražském hradě nechal v roce 1614 postavit Matyášovu bránu. Zemřel pouhé 3 měsíce po své manželce Anně. |
| 19.      | Ferdinand II. Štýrský z rodu Habsburků                                    | 9. 7. 1578 Štýrský Hradec      | 15. 2. 1637 Vídeň                   | Karel II. Štýrský (1540–1590), tohoto nejstarší syn           | Marie Anna Bavorská (1551–1608)                        | 23. 4. 1600 Štýrský Hradec: Marie Anna Bavorská (1574–1616) | mauzoleum ve Štýrském Hradci | urna č. 3 v Hrobce srdcí v augustiniánském kostele                                                             | Císař (1619–1637). |
| 19.      | Ferdinand II. Štýrský z rodu Habsburků                                    | 9. 7. 1578 Štýrský Hradec      | 15. 2. 1637 Vídeň                   | Karel II. Štýrský (1540–1590), tohoto nejstarší syn           | Marie Anna Bavorská (1551–1608)                        | 2. 2. 1622 Innsbruck: Eleonora Gonzagová (1598–1655) | mauzoleum ve Štýrském Hradci | urna č. 3 v Hrobce srdcí v augustiniánském kostele                                                             | Císař (1619–1637). |
| 20.      | Ferdinand IV.                                                             | 8. 9. 1633 Vídeň               | 9. 7. 1654 Vídeň                    | Ferdinand III. Habsburský (1608–1657), tohoto nejstarší syn   | Marie Anna Španělská z rodu Habsburků (1606–1646)      | | hrob č. 29 v Císařské hrobce | urna č. 4 v Hrobce srdcí v augustiniánském kostele                                                             | Římský král (1653–1654), zakladatel Hrobky srdcí a zároveň tradice pohřbívání různých částí těla členů císařské rodiny ve třech vídeňských kostelech. Zemřel 2 měsíce před svými 21 narozeninami. |
| 21.      | Ferdinand III.                                                            | 13. 7. 1608 Štýrský Hradec     | 2. 4. 1657 Vídeň                    | Ferdinand II. (č. 19)                                         | Marie Anna Bavorská (1574–1616)                        | 1631 Vídeň: Marie Anna Španělská z rodu Habsburků (1606–1646) | hrob č. 27 v Císařské hrobce | | Císař (1637–1657). |
| 21.      | Ferdinand III.                                                            | 13. 7. 1608 Štýrský Hradec     | 2. 4. 1657 Vídeň                    | Ferdinand II. (č. 19)                                         | Marie Anna Bavorská (1574–1616)                        | 1648: Marie Leopoldina Tyrolská z rodu Habsburků (1632–1649) | hrob č. 27 v Císařské hrobce | | Císař (1637–1657). |
| 21.      | Ferdinand III.                                                            | 13. 7. 1608 Štýrský Hradec     | 2. 4. 1657 Vídeň                    | Ferdinand II. (č. 19)                                         | Marie Anna Bavorská (1574–1616)                        | 1651 Vídeň: Eleonora Magdalena Gonzagová (1630–1686) | hrob č. 27 v Císařské hrobce | | Císař (1637–1657). |
| 22.      | Ferdinand Josef                                                           | 1657                           | 1658                                | Ferdinand III. Habsburský (č. 21)                             | Eleonora Magdalena Gonzagová (1630–1686)               | | hrob č. 4 (kolumbárium) v Císařské hrobce                                                                                                   | | |
| 23.      | Leopold Vilém Habsburský                                                  | 6. 1. 1614 Štýrský Hradec      | 20. 11. 1662 Vídeň                  | Ferdinand II. Štýrský (č. 19)                                 | Marie Anna Bavorská (1574–1616)                        | | hrob č. 115 v Císařské hrobce | urna č. 5 v Hrobce srdcí v augustiniánském kostele.                                                            | Biskup pasovský (1625–1662), biskup štrasburský (1626–1662), biskup olomoucký (1638–1662), biskup vratislavský (1656–1662), 45. velmistr řádu německých rytířů (1641–1662), úspěšný vojevůdce třicetileté války, místodržící habsburského Nizozemí (1647–1656), velký sběratel umění. |
| 24.      | Karel Josef                                                               | 7. 8. 1649 Vídeň               | 27. 1. 1664 Linec                   | Ferdinand III. Habsburský (č. 21)                             | Marie Leopoldina Tyrolská (1632–1649) z rodu Habsburků | | hrob č. 116 v Císařské hrobce | | Ve svých 13 letech 46. velmistr řádu německých rytířů (1662–1664, nastoupil po svém strýci Leopoldu Vilémovi (č. 23)), biskup pasovský (1662–1664), biskup vratislavský (1663–1664), biskup olomoucký (1663–1664). Sbírka, kterou zdědil po svém strýci (č. 23) se stala základem pro Uměleckohistorické muzeum (Kunsthistorisches Museum) ve Vídni. Zemřel ve věku 14 let. Matka zemřela po jeho porodu. |
| 25.      | Ferdinand Václav                                                          | 1667                           | 1668                                | Leopold I. (č. 41)                                            | Markéta Tereza Habsburská (č. 29)                      | | hrob č. 5 (kolumbárium) v Císařské hrobce                                                                                                   | srdce zde v urně č. 26                                                                                         | Arcivévoda rakouský, nedospělý syn císaře. |
| 26.      | Ferdinand Václav                                                          | 1667                           | 1668                                | Leopold I. (č. 41)                                            | Markéta Tereza Habsburská (č. 29)                      | | hrob č. 5 (kolumbárium) v Císařské hrobce                                                                                                   | srdce zde v urně č. 26                                                                                         | Arcivévoda rakouský, nedospělý syn císaře. |
| 27.      | Jan Leopold                                                               | 20. 2. 1670 Vídeň              | 20. 2. 1670 Vídeň                   | Leopold I. (č. 41)                                            | Markéta Tereza Habsburská (č. 29)                      | | hrob č. 6 (kolumbárium) v Císařské hrobce                                                                                                   | | Arcivévoda rakouský, mrtvě narozený syn císaře. |
| 28.      | Marie Anna                                                                | 1672                           | 1673                                | Leopold I. (č. 41)                                            | Markéta Tereza Habsburská (č. 29)                      | | hrob č. 7 (kolumbárium) v Císařské hrobce                                                                                                   | | Arcivévodkyně rakouská, nedospělá dcera císaře. |
| 29.      | Markéta Terezie Španělská z rodu Habsburků                                | 12. 8. 1651 Madrid             | 12. 3. 1673 Vídeň                   | Filip IV. Španělský (1605–1665)                               | Marie Anna Habsburská (1634–1696)                      | 12. 12. 1666 Vídeň: Leopold I. (č. 11), zároveň její bratranec a strýc, tohoto první manželka                                                                        | hrob č. 20 v Císařské hrobce | urna č. 6 v Hrobce srdcí v augustiniánském kostele                                                             | Císařovna (1666–1673). |
| 30.      | Anna Marie Žofie                                                          | 1674                           | 1674                                | Leopold I. (č. 41)                                            | Klaudie Felicitas (č. 31)                              | | hrob č. 3 (kolumbárium) v Císařské hrobce                                                                                                   | | Arcivévodkyně rakouská, nedospělá dcera císaře. |
| 31.      | Klaudie Felicitas Tyrolská z rodu Habsburků                               | 30. 5. 1653 Innsbruck          | 8. 4. 1676 Vídeň                    | Ferdinand Karel Tyrolský (1628–1662)                          | Anna Medicejská (1616–1676)                            | 1673 Innsbruck per procurationem / 15. 10. 1673 Štýrský Hradec: Leopold I. (č. 41), tohoto 2. manželka                                                               | Její tělo oděné do roucha dominikánské jeptišky bylo na její přání pohřbeno vedle její matky v dominikánském kostele Maria Rotunda ve Vídni | urna č. 24 v Císařské hrobce                                                                                   | Císařovna (1673–1676). |
| 32.      | Marie Josefa                                                              | 1675                           | 1676                                | Leopold I. (č. 41)                                            | Klaudie Felicitas Tyrolská (č. 31)                     | | hrob č. 8 (kolumbárium) v Císařské hrobce                                                                                                   | srdce v zlatostříbrné urně umístěno nahoře na matčině sarkofágu v dominikánském kostele Maria Rotunda ve Vídni | Arcivévodkyně rakouská, nedospělá dcera císaře. |
| 33.      | Eleonora Magdalena Gonzagová z Mantovy                                    | 18. 11. 1629 Mantova           | 6. 12. 1686 Vídeň                   | Karel II. Gonzaga (1609–1631)                                 | Marie Gonzagová (1609–1660)                            | 30. 4. 1651 Vídeňské Nové Město: Ferdinand III. Habsburský (č. 21), tohoto třetí manželka                                                                            | hrob č. 19 v Císařské hrobce | urna č. 7 v Hrobce srdcí v augustiniánském kostele                                                             | Císařovna (1651–1657), založila dámský Řád hvězdového kříže. |
| 34.      | Marie Markéta                                                             | 1690                           | 1691                                | Leopold I. (č. 41)                                            | Eleonora Magdalena Falcko-Neuburská (1655–1720)        | | hrob č. 10 (kolumbárium) v Císařské hrobce                                                                                                  | srdce zde v urně č. 35                                                                                         | Arcivévodkyně rakouská, nedospělá dcera císaře. |
| 35.      | Marie Markéta                                                             | 1690                           | 1691                                | Leopold I. (č. 41)                                            | Eleonora Magdalena Falcko-Neuburská (1655–1720)        | | hrob č. 10 (kolumbárium) v Císařské hrobce                                                                                                  | srdce zde v urně č. 35                                                                                         | Arcivévodkyně rakouská, nedospělá dcera císaře. |
| 36.      | Marie Antonie Habsburská                                                  | 18. 1. 1669 Vídeň              | 24. 12. 1692 Vídeň                  | Leopold I. (č. 41), tohoto první dcera                        | Markéta Habsburská (1651–1673)                         | 15. 7. 1685 Vídeň: Maxmilián II. Emanuel (1662–1726), bavorský kurfiřt (1679–1726)                                                                                   | hrob č. 28 v Císařské hrobce | urna č. 8 v Hrobce srdcí v augustiniánském kostele                                                             | Arcivévodkyně zemřela ve věku 23 let. |
| 37.      | Marie Terezie Habsburská                                                  | 22. 8. 1684 Vídeň              | 28. 9. 1696 zámek Ebersdorf, Vídeň  | Leopold I. (č. 41)                                            | Eleonora Magdalena Falcko-Neuburská (1655–1720)        | | hrob č. 25 v Císařské hrobce | urna č. 9 v Hrobce srdcí v augustiniánském kostele                                                             | Dvanáctiletá dcera císaře zemřela na pravé neštovice. |
| 38.      | Leopold Josef                                                             | 29. 10. 1700 Vídeň             | 4. 8. 1701 Vídeň                    | Josef I. (č. 42)                                              | Amálie Vilemína Brunšvicko-Lüneburská (1673–1742)      | | hrob č. 33 v Císařské hrobce | srdce zde v urně č. 39                                                                                         | Arcivévoda rakouský, nedospělý syn císaře, zemřel na vodnatelnost hlavy. |
| 39.      | Leopold Josef                                                             | 29. 10. 1700 Vídeň             | 4. 8. 1701 Vídeň                    | Josef I. (č. 42)                                              | Amálie Vilemína Brunšvicko-Lüneburská (1673–1742)      | | hrob č. 33 v Císařské hrobce | srdce zde v urně č. 39                                                                                         | Arcivévoda rakouský, nedospělý syn císaře, zemřel na vodnatelnost hlavy. |
| 40.      | Marie Josefa Habsburská                                                   | 6. 3. 1687 Vídeň               | 14. 4. 1703 Vídeň                   | Leopold I. (č. 41)                                            | Eleonora Magdalena Falcko-Neuburská (1655–1720)        | | hrob č. 16 v Císařské hrobce | urna č. 10 v Hrobce srdcí v augustiniánském kostele                                                            | Arcivévodkyně, dcera císaře zemřela v šestnácti letech. |
| 41.      | Leopold I.                                                                | 9. 6. 1640 Vídeň               | 5. 5. 1705 Vídeň                    | Ferdinand III. Habsburský (č. 21), tohoto druhý syn           | Marie Anna Španělská z rodu Habsburků (1606–1646)      | 12. 12. 1666 Vídeň: Markéta Terezie Španělská z rodu Habsburků (č. 29)                                                                                               | hrob č. 37 v Císařské hrobce | urna č. 11 v Hrobce srdcí v augustiniánském kostele                                                            | Římský císař (1657–1705), otec císařů Josefa I. (č. 42) a Karla VI. (č. 48). Vládl 48 let. Bránil Evropu proti Turkům a zapojil se do války o španělské dědictví. |
| 41.      | Leopold I.                                                                | 9. 6. 1640 Vídeň               | 5. 5. 1705 Vídeň                    | Ferdinand III. Habsburský (č. 21), tohoto druhý syn           | Marie Anna Španělská z rodu Habsburků (1606–1646)      | 1673 Innsbruck per procurationem / 15. 10. 1673 Štýrský Hradec: Klaudie Felicitas Tyrolská z rodu Habsbursků (č. 31)                                                 | hrob č. 37 v Císařské hrobce | urna č. 11 v Hrobce srdcí v augustiniánském kostele                                                            | Římský císař (1657–1705), otec císařů Josefa I. (č. 42) a Karla VI. (č. 48). Vládl 48 let. Bránil Evropu proti Turkům a zapojil se do války o španělské dědictví. |
| 41.      | Leopold I.                                                                | 9. 6. 1640 Vídeň               | 5. 5. 1705 Vídeň                    | Ferdinand III. Habsburský (č. 21), tohoto druhý syn           | Marie Anna Španělská z rodu Habsburků (1606–1646)      | 14. 12 1676 Pasov: Eleonora Magdalena Falcko-Neuburská (1655–1720)                                                                                                   | hrob č. 37 v Císařské hrobce | urna č. 11 v Hrobce srdcí v augustiniánském kostele                                                            | Římský císař (1657–1705), otec císařů Josefa I. (č. 42) a Karla VI. (č. 48). Vládl 48 let. Bránil Evropu proti Turkům a zapojil se do války o španělské dědictví. |
| 42.      | Josef I.                                                                  | 26. 7. 1678 Vídeň              | 17. 4. 1711 Vídeň                   | Leopold I. (č. 41)                                            | Eleonora Magdalena Falcko-Neuburská (1655–1720)        | 24. 2. 1699 Vídeň: Amálie Vilemína Brunšvicko-Lüneburská (1673–1742)                                                                                                 | hrob č. 35 v Císařské hrobce | urna č. 12 v Hrobce srdcí vaugustiniánském kostele                                                             | Římský císař (1705–1711), bratr císaře Karla VI. (č. 48). Zemřel ve věku 32 let. |
| 43.      | Leopold Jan                                                               | 13. 4. 1716 Vídeň              | 4. 11. 1716 Vídeň                   | Karel VI. (č. 48), tohoto jediný syn                          | Alžběta Kristýna Brunšvicko-Wolfenbüttelská (č. 53)    | | hrob č. 33 v Císařské hrobce | srdce zde v urně č. 44                                                                                         | Arcivévoda, jeho smrt byla popudem k vydání Pragmatické sankce. |
| 44.      | Leopold Jan                                                               | 13. 4. 1716 Vídeň              | 4. 11. 1716 Vídeň                   | Karel VI. (č. 48), tohoto jediný syn                          | Alžběta Kristýna Brunšvicko-Wolfenbüttelská (č. 53)    | | hrob č. 33 v Císařské hrobce | srdce zde v urně č. 44                                                                                         | Arcivévoda, jeho smrt byla popudem k vydání Pragmatické sankce. |
| 45.      | Marie Amálie                                                              | 5. 4. 1724 Vídeň               | 19. 4. 1730 Vídeň                   | Karel VI. (č. 48)                                             | Alžběta Kristýna Brunšvicko-Wolfenbüttelská (č. 53)    | | hrob č. 23 v Císařské hrobce | | Arcivévodkyně, dcera císaře zemřela v šesti letech, sestra Marie Terezie (č. 57). |
| 46.      | Marie Alžběta                                                             | 5. 2. 1737 Vídeň               | 7. 6. 1740 Laxenburg                | František I. Štěpán Lotrinský (č. 56), tohoto nejstarší dcera | Marie Terezie (č. 57)                                  | | hrob č. 48 v Císařské hrobce | srdce zde v urně č. 47                                                                                         | Arcivévodkyně. |
| 47.      | Marie Alžběta                                                             | 5. 2. 1737 Vídeň               | 7. 6. 1740 Laxenburg                | František I. Štěpán Lotrinský (č. 56), tohoto nejstarší dcera | Marie Terezie (č. 57)                                  | | hrob č. 48 v Císařské hrobce | srdce zde v urně č. 47                                                                                         | Arcivévodkyně. |
| 48.      | Karel VI.                                                                 | 1. 10. 1685 Vídeň              | 20. 10. 1740 Vídeň                  | Leopold I. (č. 41)                                            | Eleonora Magdalena Falcko-Neuburská (1655–1720)        | 1. 8. 1708 Barcelona: Alžběta Kristýna Brunšvicko-Wolfenbüttelská (č. 53)                                                                                            | hrob č. 40 v Císařské hrobce | urna č. 13 v Hrobce srdcí v augustiniánském kostele                                                            | Římský císař (1711–1740), otec Marie Terezie (č. 57). Vládl 29 let a zemřel ve věku 55 let. |
| 49.      | Marie Karolína                                                            | 12. 1. 1740 Vídeň              | 25. 1. 1741 Vídeň                   | František I. Štěpán Lotrinský (č. 56)                         | Marie Terezie (č. 57)                                  | | hrob č. 53 v Císařské hrobce | srdce zde v urně č. 50                                                                                         | Arcivévodkyně. |
| 50.      | Marie Karolína                                                            | 12. 1. 1740 Vídeň              | 25. 1. 1741 Vídeň                   | František I. Štěpán Lotrinský (č. 56)                         | Marie Terezie (č. 57)                                  | | hrob č. 53 v Císařské hrobce | srdce zde v urně č. 50                                                                                         | Arcivévodkyně. |
| 51.      | Marie Alžběta Habsburská                                                  | 13. 12. 1680 Linec             | 26. 8. 1741 zámek Mariemont, Belgie | Leopold I. (č. 41)                                            | Eleonora Magdalena Falcko-Neuburská (1655–1720)        | | nejprve v katedrále sv. Guduly v Bruselu, poté hrob č. 38 v Císařské hrobce                                                                 | urna č. 14 v Hrobce srdcí v augustiniánském kostele                                                            | Arcivévodkyně, místodržící Nizozemí (1725–1741), zemřela ve věku 60 let. Schránka na její vnitřní orgány má netypický tvar, není hrncovitá, nýbrž zploštělá. |
| 52.      | Marie Anna Habsburská                                                     | 14. 9. 1718 Vídeň              | 16. 12. 1744 Brusel                 | Karel VI. (č. 48)                                             | Alžběta Kristýna Brunšvicko-Wolfenbüttelská (č. 53)    | leden 1744 Vídeň: Karel Lotrinský (1712–1780) | hrob č. 39 v Císařské hrobce | urna č. 15 v Hrobce srdcí v augustiniánském kostele                                                            | Mladší sestra Marie Terezie (č. 57). |
| 53.      | Alžběta Kristýna Brunšvicko-Wolfenbüttelská                               | 28. 8. 1691 Brunšvik           | 21. 12. 1750 Vídeň                  | Ludvík Rudolf Brunšvicko-Wolfenbüttelský (1671–1735)          | Kristýna Luisa z Öttingen-Öttingenu (1671–1747)        | 1. 8. 1708 Barcelona: Karel VI. (č. 48) | hrob č. 36 v Císařské hrobce | urna č. 17 v Hrobce srdcí v augustiniánském kostele                                                            | Císařovna (1711–1740), matka Marie Terezie (č. 57). Zemřela ve věku 59 let. |
| 54.      | Karel Josef Habsbursko-Lotrinský                                          | 1. 2. 1745 Vídeň               | 18. 1. 1761 Vídeň                   | František I. Štěpán Lotrinský (č. 56)                         | Marie Terezie (č. 57)                                  | | hrob č. 44 v Císařské hrobce | urna č. 18 v Hrobce srdcí v augustiniánském kostele                                                            | Arcivévoda, druhý syn Marie Terezie zemřel na neštovice krátce před 16. narozeninami. |
| 55.      | Johanna Gabriela Habsbursko-Lotrinská                                     | 4. 2. 1750 Vídeň               | 23. 12. 1762 Vídeň                  | František I. Štěpán Lotrinský (č. 56)                         | Marie Terezie (č. 57)                                  | | hrob č. 45 v Císařské hrobce | urna č. 19 v Hrobce srdcí v augustiniánském kostele                                                            | Arcivévodkyně, osmá dcera Marie Terezie zemřela na neštovice ve věku 12 let. |
| 56.      | František I. Štěpán Lotrinský                                             | 8. 12. 1708 Nancy              | 18. 8. 1765 Innsbruck               | Leopold Josef Lotrinský (1679–1729)                           | Alžběta Charlotta Orleánská (1676–1744)                | 12. 2. 1736 Vídeň: Marie Terezie (č. 57) | hrob č. 56 (společný sarkofág se svou ženou) v Císařské hrobce                                                                              | urna č. 20 v Hrobce srdcí v augustiniánském kostele                                                            | Římský císař (1745–1765). Zemřel ve věku 56 let. |
| 57.      | Marie Terezie                                                             | 13. 5. 1717 Vídeň              | 29. 11. 1780 Vídeň                  | Karel VI. (č. 48)                                             | Alžběta Kristýna Brunšvicko-Wolfenbüttelská (č. 53)    | 12. 2. 1736 Vídeň: František I. Štěpán Lotrinský (č. 56) | hrob č. 55 (společný sarkofág se svým mužem) v Císařské hrobce                                                                              | urna č. 21 v Hrobce srdcí v augustiniánském kostele                                                            | Císařovna (1745–1765), matka 16 dětí. Zemřela ve věku 63 let. |
| 58.      | Luisa Alžběta                                                             | 18. 2. 1790 Vídeň              | 24. 6. 1791 Vídeň                   | František II./I. (1768–1835), tohoto první dcera              | Alžběta Vilemína Württemberská (1767–1790)             | | hrob č. 66 v Císařské hrobce | urna č. 22 v Hrobce srdcí v augustiniánském kostele                                                            | |
| 59.      | Leopold II.                                                               | 5. 5. 1747 Vídeň               | 1. 3. 1792 Vídeň                    | František I. Štěpán Lotrinský (č. 56)                         | Marie Terezie (č. 57)                                  | 16. 2. 1764 Madrid per procurationem / 5. 8. 1764 Innsbruck: Marie Ludovika Španělská (č. 24)                                                                        | hrob č. 113 v Císařské hrobce | urna č. 23 v Hrobce srdcí v augustiniánském kostele                                                            | Římský císař (1790–1792), většinu své kariéry prožil ve Florencii jako velkovévoda toskánský (1765–1790). Zemřel ve věku 44 let. Jeho kenotaf (prázdný náhrobek) od Franze Antona Zaunera se nachází v kapli sv. Jiří v augustiniánském kostele. |
| 60.      | Marie Ludovika Španělská z rodu Bourbonů                                  | 24. 11. 1745 Portici, Kampánie | 15. 5. 1792 Vídeň                   | Karel III. Španělský (1716–1788)                              | Marie Amálie Saská (1724–1760)                         | 16. 2. 1764 Madrid per procurationem / 5. 8. 1764 Innsbruck: Leopold II. (č. 59)                                                                                     | hrob č. 114 v Císařské hrobce | urna č. 24 v Hrobce srdcí v augustiniánském kostele                                                            | Velkovévodkyně toskánská (1765–1790), císařovna (1790–1792), matka šestnácti dětí, mezi nimi císaře Františka II./I. (12. 2. 1768 Florencie – 2. 3. 1835 Vídeň) a arcivévody Karla (5. 9. 1771 Florencie – 30. 4. 1847 Vídeň), vítěze od Aspern (1809). Zemřela ve věku 46 let, manžela přežila jen o 2 měsíce.                                                                                           |
| 61.      | Karolína Leopoldina                                                       | 8. 6. 1794 Vídeň               | 16. 3. 1795 Vídeň                   | František II./I. (1768–1835)                                  | Marie Tereza Neapolsko-Sicilská (č. 70)                | | hrob č. 95 v Císařské hrobce | urna č. 25 v Hrobce srdcí v augustiniánském kostele                                                            | Nedospělá dcera císaře |
| 62.      | Alexandr Leopold Habsbursko-Lotrinský                                     | 14. 8. 1772 Florencie          | 12. 7. 1795 Laxenburg               | Leopold II. (č. 59), tohoto 4. syn                            | Marie Ludovika Španělská (č. 60)                       | | hrob č. 64 v Císařské hrobce | urna č. 26 v Hrobce srdcí v augustiniánském kostele                                                            | Uherský palatin (1790–1795). Zemřel ve věku 22 let. |
| 63.      | Marie Kristýna, zvaná "Mimi"                                              | 3. 5. 1742 Vídeň               | 24. 6. 1798 Vídeň                   | František I. Štěpán Lotrinský (č. 56)                         | Marie Terezie (č. 57)                                  | 8. 4. 1766 zámek Hof: Albert Kazimír Sasko-Těšínský (č. 75) | hrob č. 112 v Císařské hrobce | urna č. 28 v Hrobce srdcí v augustiniánském kostele                                                            | Oblíbená dcera Marie Terezie. Její monumentální klasicistní kenotaf od Antonia Canovy ve tvaru pyramidy se nachází v lodi augustiniánského kostela. Zemřela ve věku 56 let. |
| 64.      | Marie Amálie                                                              | 15. 10. 1780 Florencie         | 25. 12. 1798 Vídeň                  | Leopold II. (č. 59)                                           | Marie Ludovika Španělská (č. 60)                       | | hrob č. 65 v Císařské hrobce | urna č. 27 v Hrobce srdcí v augustiniánském kostele                                                            | Zemřela ve věku 18 let. |
| 65.      | Karolína Louisa                                                           | 9. 12. 1795 Vídeň              | 30. 6. 1799 zámek Hetzendorf        | František II./I. (1768–1835)                                  | Marie Tereza Neapolsko-Sicilská (č. 70)                | | hrob č. 87 v Císařské hrobce | urna č. 29 v Hrobce srdcí v augustiniánském kostele                                                            | Nedospělá dcera císaře. |
| 66.      | Maxmilián František Habsbursko-Lotrinský                                  | 8. 12. 1756 Vídeň              | 26. 7. 1801 zámek Hetzendorf        | František I. Štěpán Lotrinský (č. 56)                         | Marie Terezie (č. 57)                                  | | hrob č. 118 v Císařské hrobce | urna č. 30 v Hrobce srdcí v augustiniánském kostele                                                            | 53. velmistr řádu německých rytířů (1780–1801), arcibiskup kolínský (1784–1801), nejmladší syn Marie Terezie (č. 57). |
| 67.      | Karolína Ferdinanda                                                       | 2. 8. 1793 Florencie           | 5. 1. 1802 Vídeň                    | František II./I. (1768–1835)                                  | Marie Tereza Neapolsko-Sicilská (č. 70)                | | hrob č. 79 v Císařské hrobce | urna č. 31 v Hrobce srdcí v augustiniánském kostele                                                            | |
| 68.      | Louisa Marie Neapolsko-Sicilská z rodu Bourbonů                           | 27. 7. 1773 Neapol             | 19. 9. 1802 Vídeň                   | Ferdinand I. Neapolsko-Sicilský (1751–1825)                   | Marie Karolína Habsbursko-Lotrinská (č. 73)            | 15. 8. 1790 Neapol per procurationem / 19. 9. 1790 Vídeň: Ferdinand III. Toskánský (1769–1824), toskánský velkovévoda (1790–1801 a 1814–1824), tohoto první manželka | hrob č. 84 v Císařské hrobce spolu s jejím mrtvě narozeným bezejmenným synem                                                                | urna č. 32 v Hrobce srdcí v augustiniánském kostele                                                            | |
| 69.      | Ferdinand Karel d'Este                                                    | 1. 6. 1754 Vídeň               | 24. 12. 1806 Vídeň                  | František I. Štěpán Lotrinský (č. 56)                         | Marie Terezie (č. 57)                                  | 15. 10. 1771 Milán: Marie Beatrice d'Este (1750–1829) | hrob č. 105 v Císařské hrobce | urna č. 34 v Hrobce srdcí v augustiniánském kostele                                                            | 4. syn Marie Terezie, generální guvernér rakouské Lombardie, zakladatel větve Rakouští-Este. |
| 70.      | Marie Tereza Neapolsko-Sicilská z rodu Bourbonů                           | 6. 6. 1772 Neapol              | 13. 4. 1807 Vídeň                   | Ferdinand I. Neapolsko-Sicilský (1751–1825)                   | Marie Karolína Habsbursko-Lotrinská (č. 73)            | 15. 8. 1790 Neapol per procurationem: František II./I. Rakouský (1768–1835), tohoto druhá manželka a zároveň sestřenice                                              | hrob č. 60 v Císařské hrobce | urna č. 35 v Hrobce srdcí v augustiniánském kostele                                                            | Římská (1792–1806) a rakouská císařovna (1804–1807). Matka Napoleonovy manželky Marie Luisy (1791–1847) a císaře Ferdinanda I. Dobrotivého (č. 77). |
| 71.      | Josef František                                                           | 9. 4. 1799 Vídeň               | 30. 6. 1807 Laxenburg               | František II./I. Rakouský (1768–1835), tohoto druhý syn       | Marie Tereza Neapolsko-Sicilská (č. 70)                | | hrob č. 69 v Císařské hrobce | urna č. 36 v Hrobce srdcí v augustiniánském kostele                                                            | |
| 72.      | Jan Nepomuk Karel                                                         | 29. 8. 1805 Vídeň              | 19. 2. 1809 Vídeň                   | František II./I. Rakouský (1768–1835), tohoto 4. syn          | Marie Tereza Neapolsko-Sicilská (č. 70)                | | hrob č. 71 v Císařské hrobce | urna č. 37 v Hrobce srdcí v augustiniánském kostele                                                            | |
| 73.      | Marie Karolína                                                            | 13. 8. 1752 Schönbrunn, Vídeň  | 8. 9. 1814 zámek Hetzendorf         | František I. Štěpán Lotrinský (č. 56)                         | Marie Terezie (č. 57)                                  | 7. 4. 1768 : Ferdinand I. Neapolsko-Sicilský (1751–1825), 1. král Obojí Sicílie (1816–1823), jako král neapolský Ferdinand IV.                                       | hrob č. 107 v Císařské hrobce | urna č. 38 v Hrobce srdcí v augustiniánském kostele                                                            | Neapolská a sicilská královna. |
| 74.      | Marie Ludovika Modenská z linie Rakousko-Este habsbursko-lotrinského rodu | 14. 12. 1787 Monza             | 7. 4. 1816 Vídeň                    | Ferdinand Karel d'Este (č. 34)                                | Marie Beatrice d'Este (1750–1829)                      | 6. 1. 1808 Vídeň: František II./I. Rakouský (1768–1835), tohoto třetí manželka a zároveň sestřenice                                                                  | hrob č. 58 v Císařské hrobce | urna č. 39 v Hrobce srdcí v augustiniánském kostele                                                            | Rakouská císařovna (1808–1816). |
| 75.      | Albert Sasko-Těšínský z rodu Wettinů                                      | 11. 7. 1738 Moritzburg         | 10. 2. 1822 Vídeň                   | August III. Polský (1696–1763)                                | Marie Josefa Habsburská (1699–1757)                    | 8. 4. 1766 zámek Hof: Marie Kristina Habsbursko-Lotrinská (č. 63) | hrob č. 111 v Císařské hrobce | urna č. 40 v Hrobce srdcí v augustiniánském kostele                                                            | Vévoda sasko-těšínský. Muzeum Albertina, které se nachází v jeho bývalém paláci, je pojmenováno po něm, protože jeho sbírky tvoří jádro muzea. |
| 76.      | František Josef Karel - Napoleon II., řečený Orlík                        | 20. 3. 1811 Paříž              | 22. 7. 1832 Vídeň                   | Napoleon Bonaparte (1769–1821)                                | Marie Luisa Habsbursko-Lotrinská (1791–1847)           | | Tělo původně pohřbeno v Císařské hrobce, v roce 1940 na příkaz Adolfa Hitlera převezeno do Invalidovny v Paříži.                            | urna č. 42 v Hrobce srdcí v augustiniánském kostele                                                            | Římský král (1811–1814), titulární císař Francouzů (1815), princ parmský (1814–1817), vévoda zákupský (1818–1832). Jeho urna je obvázána stuhou v barvách francouzské trikolóry. |
| 77.      | Ferdinand I. Dobrotivý                                                    | 19. 4. 1793 Vídeň              | 29. 6. 1875 Praha                   | František II./I. (1768–1835)                                  | Marie Tereza Neapolsko-Sicilská (č. 70)                | 12. 2. 1831 Turín per procurationem / 27. 2. 1831 Vídeň: Marie Anna Savojská (1803–1884)                                                                             | hrob č. 62 v Císařské hrobce | urna č. 53 v Hrobce srdcí v augustiniánském kostele                                                            | 2. rakouský císař (1835-1848). Duševně zaostalý, abdikoval v roce 1848, zbytek života strávil v Praze. |
| 78.      | František Karel                                                           | 17. 12. 1802 Vídeň             | 8. 3. 1878 Vídeň                    | František II./I. (1768–1835), tohoto třetí syn                | Marie Tereza Neapolsko-Sicilská (č. 70)                | 4. 11. 1824 Vídeň: Žofie Frederika Bavorská (1805–1872) | hrob č. 135 v Císařské hrobce | urna č. 54 v Hrobce srdcí v augustiniánském kostele                                                            | Otec císaře Františka Josefa I. (18. 8. 1830 Schönbrunn – 21. 11. 1916 Schönbrunn). Byl posledním Habsburkem, jehož ostatky byly po starém zvyku rozděleny a pohřbeny na třech různých místech. |